# Glenn Ivey
Glenn Frederick Ivey, né le 27 février 1961 à Chelsea, est un homme politique américain. Membre du Parti démocrate, il représente le 4e district du Maryland à la Chambre des représentants des États-Unis depuis 2023.

## Biographie
Avant son élection au congrès en 2022, Ivey est procureur pour le comté du Prince George et professeur à l'université du Maryland à Baltimore.

## Vie personnelle
Ivey est résident de Cheverly avec sa femme Jolene, membre du Sénat du Maryland, et ses six enfants.